# Streszczenie
Streszczenie – przekształcenie tekstu polegające na zmniejszeniu jego długości przy zachowaniu zasadniczych, wyróżnionych jego elementów: najważniejszych treści, problemów, w przypadku opracowań dzieł literackich podstawowej zawartości fabuły. Metody streszczenia zależą od charakteru opracowanego dzieła i funkcji jaką ma ono pełnić.
Obcojęzyczne streszczenie książki zamieszczane na jej końcu określa się często francuskojęzycznym terminem résumé. Streszczenie publikacji naukowej lub książki, w którym w formie maksymalnie skondensowanej z jak największą liczbą słów kluczowych nazywamy abstraktem.
Streszczenie to również rzadki, zbliżony do cytatu środek stylistyczny. Polega on na przedstawieniu treści utworu literackiego w innym utworze literackim. Przykładem tego rodzaju zabiegu może być fragment Pana Tadeusza, w którym autor streszcza Pieśni o żołnierzu tułaczu:

Lecz strun coraz przybywa, już rozpierzchłe tony
Łączą się i akordów wiążą legijony,
I już w takt postępują zgodzonymi dźwięki,
Tworząc nutę żałosną tej sławnej piosenki:
O żołnierzu tułaczu, który borem, lasem
Idzie, z głodu i biedy przymierając czasem,
Na koniec pada u nóg konika wiernego
A konik nogą grzebie mogiłę dla niego.

## Streszczenie jako forma wspomagania procesu zapamiętywania
Jednym z głównych celów streszczenia jest wspomaganie procesu zapamiętywania. Koncentracja uwagi osoby sporządzającej streszczenie jest dużo większa niż osoby czytającej. Wynika to z większego zaangażowania. Gdy piszemy, uruchamiana jest pamięć sensomotoryczna (pamięć wykonywanych ruchów), która stanowi katalizator szybkości, trwałości i dokładności zapamiętywania.